# Dimovski
Dimovski je priimek v Sloveniji, ki ga je po podatkih Statističnega urada Republike Slovenije na dan 1. januarja 2010 uporabljalo 27 oseb in je med vsemi priimki po pogostosti uporabe uvrščen na 11.038. mesto.

## Znani slovenski nosilci priimka
- Boge Dimovski (*1952), slikar, grafik, doc., likovni kritik, konservator, restavrator
- Domen Dimovski (*1995), vizualni imetnik, slikar
- Matej Dimovski, judoist
- Vlado Dimovski (*1960), ekonomist, filozof, univ. prof. in politik

## Znani tuji nosilci priimka
- Goran Dimovski (*1982), makedonski nogometaš
- Ilija Dimovski - Goče (1909—1961), makedonski politik
- Stojan Dimovski (*1982), makedonski nogometaš
- Vasil Dimovski, makedonski politik